# 헤데스하임

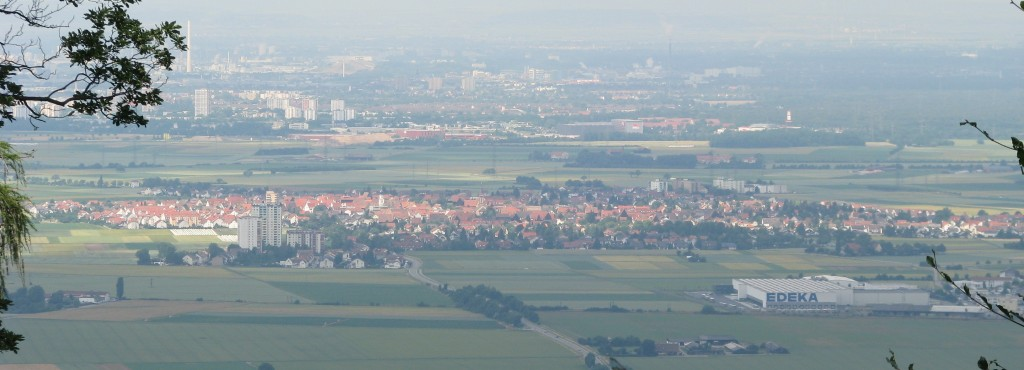

헤데스하임(독일어: Heddesheim)은 독일 바덴뷔르템베르크주 라인네카어군에 있는 도시이다. 만하임에서 동쪽으로 9km, 바인하임에서 남서쪽으로 7km 정도 떨어진 곳에 위치한다. 국제적으론 프랑스의 도시 중에 하나인 노겐트르로이와 매우 중요한 동맹 관계를 맺고 있다.